# Municipio de Alfajayucan
El municipio de Alfajayucan es uno de los ochenta y cuatro municipios que conforman el estado de Hidalgo, México. La cabecera municipal y la localidad más poblada es Alfajayucan.
Alfajayucan se localiza al occidente del territorio hidalguense entre los paralelos 20°18′ y 20°31′ de latitud norte; los meridianos 99°17′ y 99°33′ de longitud oeste; con una altitud entre 1700 y 2900 m s. n. m. Este municipio cuenta con una superficie de 433.52 km², y representa el 2.08 % de la superficie del estado; dentro de la región geográfica denominada como Valle del Mezquital.
Colinda al norte con los municipios de Tecozautla y Tasquillo; al este con los municipios de Tasquillo, Ixmiquilpan y Chilcuautla; al sur con los municipios de Chilcuautla y Chapantongo; al oeste con los municipios de Huichapan y Tecozautla.

## Toponimia
Del náhuatl, “atl” agua, “hueyotl” sauce y “yocan” o “yucan”que indica a la vez existencia y lugar,
obteniéndose ”lugar donde existen o crecen sauces del agua”; la palabra se castellanizó y se combinó con el árabe para dar Alfajayucan: ‘lugar excepcional’.

## Geografía

### Relieve e hidrográfica
En cuanto a fisiografía se encuentra en la provincia del Eje Neovolcánico; dentro de la subprovincia de Llanuras y Sierras de Querétaro e Hidalgo. Su territorio es lomerío (61.0%), escudo volcanes (20.0%) y sierra (19.0%). Las elevaciones principales que encontramos en Alfajayucan son: los Cerros de El Soldado, Colorado, El Sauz, Bafe, Dianxe, El Peñón, Bathe, y Muemxai.
En cuanto a su geología corresponde al periodo neógeno (93.04%), cuaternario (4.0%) y cretácico (1.0%). Con rocas tipo ígnea extrusiva: basalto (34.04%), volcanoclástico (26.0%), toba ácida (18.0%) andesita-brecha volcánica intermedia (7.0%), dacita (6.0%), riolita-toba ácida (1.0%) y andesita (1.0%); sedimentaria: caliza (1.0%). En cuanto a edafología el suelo dominante es phaeozem (52.04%), vertisol (33.0%), planosol (4.5%), regosol (3.5%), calcisol
(3.0%) y leptosol (2.0%).
En lo que respecta a la hidrología se encuentra posicionado en las regiones hidrológicas del Pánuco; en la cuenca del río Moctezuma; dentro de la subcuenca río Alfajayucan (92.0%) y río Tula (8.0%). El municipio contiene un río que cruza el territorio de norte a sur llamado río Alfajayucan, el cual es un afluente del río Moctezuma; así mismo, lo integran las presas de Dolores, La Peña y Vicente Aguirre.

### Clima
El territorio municipal se encuentran los siguientes climas con su respectivo porcentaje: Semiseco templado (75.0%), templado subhúmedo con lluvias en verano, de menor humedad (23.5%) y templado subhúmedo con lluvias en verano, de humedad media (1.5%).

### Ecología
La flora en el municipio, está formada principalmente de pradera y matorral espinoso como el garambullo, palma y nopal; en algunas comunidades predomina la zona de bosque, en el cual existen árboles de encino prieto, encino manzanilla, pino, encino, sabino, mezquite, jacaranda, oyamel y en la mayoría del territorio podemos observar árboles de pirul. En cuanto a la fauna se compone por armadillos, zorros, onzas, tejones, coyotes, zorrillos, ardillas, conejos, liebres, cacomiztles, águilas, zopilotes, patos, cuervos, palomas, cenzontles, huitlacoche, urracas, jilgueros, codorniz, tórtolas, golondrinas, correcaminos y perdiz.

## Demografía

### Población
De acuerdo a los resultados que presentó el Censo Población y Vivienda 2020 del INEGI, el municipio cuenta con un total de 19 162 habitantes, siendo   9198 hombres y 9964 mujeres. Tiene una densidad de 44.2 hab/km², la mitad de la población tiene 32 años o menos, existen 92 hombres por cada 100 mujeres.
El porcentaje de población que habla lengua indígena es de 21.18 %, y el porcentaje de población que se considera afromexicana o afrodescendiente es de 1.15 %. La población habla principalmente principalmente Otomí del Valle del Mezquital.
Tiene una Tasa de alfabetización de 99.0 % en la población de 15 a 24 años, de 89.5 % en la población de 25 años y más. El porcentaje de población según nivel de escolaridad, es de 6.6 % sin escolaridad, el 64.7 % con educación básica, el 20.1 % con educación media superior, el 8.1 % con educación superior, y el 0.4 % no especificado.
El porcentaje de población afiliada a servicios de salud es de 66.0 %. El 11.5 % se encuentra afiliada al IMSS, el 82.9 % al INSABI, el 4.2 % al ISSSTE, el 1.2 % a IMSS Bienestar, 0.2 % a las dependencias de salud de PEMEX, Defensa o Marina, el 0.4 % a una institución privada, y el 0.2 % a otra institución. El porcentaje de población con alguna discapacidad es de 6.4 %. El porcentaje de población según situación conyugal, el 29.8 % se encuentra casada, el 31.8 % soltera, el 24.9 % en unión libre, el 6.0 % separada, 0.7 % divorciada, 6.8 % viuda.
Para 2020, el Total de viviendas particulares habitadas es de 5521 viviendas, representa el 0.6 % del total estatal. Con un promedio de ocupantes por vivienda 3.5 personas. Predominan las viviendas con los siguientes materiales: adobe y concreto. En el municipio para el año 2020, el servicio de energía eléctrica abarca una cobertura del 98.3 %; el servicio de agua entubada un 45.3 %; el servicio de drenaje cubre un 85.9 %; y el servicio sanitario un 90.0 %.

### Localidades
Para el año 2020, de acuerdo al Catálogo de Localidades, el municipio cuenta con 68 localidades:
| Código INEGI | Localidad                       | Población (2020) | Porcentaje (%) | Ámbito Población | Categoría Población |
| ------------ | ------------------------------- | ---------------- | -------------- | ---------------- | ------------------- |
| 130060001    | Alfajayucan                     | 1794             | 9.36           | Urbana           | Comunidad           |
| 130060044    | Zozea                           | 1384             | 7.22           | Rural            | Comunidad           |
| 130060039    | Santa María Xigui               | 1115             | 5.82           | Rural            | Comunidad           |
| 130060038    | Xamagé                          | 863              | 4.50           | Rural            | Comunidad           |
| 130060041    | Yonthe Chico                    | 818              | 4.27           | Rural            | Comunidad           |
| 130060031    | San Francisco Sacachichilco     | 801              | 4.18           | Rural            | Comunidad           |
| 130060033    | San Pablo Oxtotipan             | 677              | 3.53           | Rural            | Comunidad           |
| 130060014    | La Huapilla                     | 634              | 3.31           | Rural            | Comunidad           |
| 130060037    | La Vega                         | 633              | 3.30           | Rural            | Comunidad           |
| 130060012    | El Espíritu                     | 593              | 3.09           | Rural            | Comunidad           |
| 130060029    | San Antonio Corrales            | 592              | 3.09           | Rural            | Comunidad           |
| 130060004    | Boxthó                          | 590              | 3.08           | Rural            | Comunidad           |
| 130060009    | Deca                            | 464              | 2.42           | Rural            | Ranchería           |
| 130060036    | Taxhié                          | 447              | 2.33           | Rural            | Ranchería           |
| 130060063    | Segunda Manzana Zundhó          | 428              | 2.23           | Rural            | Ranchería           |
| 130060058    | Primera Manzana Dozdha          | 421              | 2.20           | Rural            | Ranchería           |
| 130060068    | La Nopalera                     | 408              | 2.13           | Rural            | Ranchería           |
| 130060030    | San Antonio Tezoquipan          | 398              | 2.08           | Rural            | Ranchería           |
| 130060007    | Cerro Azul                      | 342              | 1.78           | Rural            | Ranchería           |
| 130060028    | San Agustín Tlalixticapa        | 327              | 1.71           | Rural            | Ranchería           |
| 130060042    | Yonthe Grande                   | 317              | 1.65           | Rural            | Ranchería           |
| 130060035    | Santa María la Palma            | 312              | 1.63           | Rural            | Ranchería           |
| 130060021    | Naxthéy                         | 304              | 1.59           | Rural            | Ranchería           |
| 130060073    | Los Ángeles                     | 287              | 1.50           | Rural            | Ranchería           |
| 130060006    | Cebolletas                      | 280              | 1.46           | Rural            | Ranchería           |
| 130060079    | Las Fuentes                     | 279              | 1.46           | Rural            | Ranchería           |
| 130060051    | Cuarta Manzana la Loma Dotzihai | 272              | 1.42           | Rural            | Ranchería           |
| 130060003    | Baxthe                          | 248              | 1.29           | Rural            | Ranchería           |
| 130060027    | La Salitrera                    | 225              | 1.17           | Rural            | Ranchería           |
| 130060032    | San Lucas                       | 221              | 1.15           | Rural            | Ranchería           |
| 130060069    | El Peñón                        | 209              | 1.09           | Rural            | Ranchería           |
| 130060052    | Cuarta Manzana Doxtha           | 199              | 1.04           | Rural            | Ranchería           |
| 130060070    | Pueblo Nuevo                    | 187              | 0.98           | Rural            | Ranchería           |
| 130060054    | El Doydhe                       | 181              | 0.94           | Rural            | Ranchería           |
| 130060010    | Donguiñyo                       | 178              | 0.93           | Rural            | Ranchería           |
| 130060024    | La Piedad                       | 151              | 0.79           | Rural            | Ranchería           |
| 130060040    | Xothé                           | 138              | 0.72           | Rural            | Ranchería           |
| 130060034    | San Pedro la Paz                | 137              | 0.71           | Rural            | Ranchería           |
| 130060017    | Madho Corrales                  | 122              | 0.64           | Rural            | Ranchería           |
| 130060043    | El Zapote (Fontezuelas)         | 95               | 0.50           | Rural            | Ranchería           |
| 130060056    | La Noria                        | 89               | 0.46           | Rural            | Ranchería           |
| 130060018    | Madho San Pablo                 | 83               | 0.43           | Rural            | Ranchería           |
| 130060047    | La Venta                        | 76               | 0.40           | Rural            | Ranchería           |
| 130060025    | La Cañada                       | 74               | 0.39           | Rural            | Ranchería           |
| 130060008    | La Cruz                         | 74               | 0.39           | Rural            | Ranchería           |
| 130060022    | Nexni                           | 69               | 0.36           | Rural            | Ranchería           |
| 130060020    | Milpa Grande                    | 68               | 0.35           | Rural            | Ranchería           |
| 130060005    | Buenavista                      | 67               | 0.35           | Rural            | Ranchería           |
| 130060002    | Arias                           | 62               | 0.32           | Rural            | Ranchería           |
| 130060066    | Tres Hermanas                   | 55               | 0.29           | Rural            | Ranchería           |
| 130060064    | Tercera Manzana                 | 51               | 0.27           | Rural            | Ranchería           |
| 130060011    | Tercera Manzana la Ladera       | 50               | 0.26           | Rural            | Ranchería           |
| 130060072    | Los Trejo                       | 48               | 0.25           | Rural            | Ranchería           |
| 130060074    | El Dadhó                        | 36               | 0.19           | Rural            | Ranchería           |
| 130060078    | El Potrerito                    | 36               | 0.19           | Rural            | Ranchería           |
| 130060057    | La Palma                        | 31               | 0.16           | Rural            | Ranchería           |
| 130060071    | Puithe San Antonio Tezoquipan   | 27               | 0.14           | Rural            | Ranchería           |
| 130060015    | Huixthéy                        | 22               | 0.11           | Rural            | Ranchería           |
| 130060016    | Madho Cerro Prieto              | 18               | 0.09           | Rural            | Ranchería           |
| 130060050    | Cuarta Manzana Bathahuai        | 16               | 0.08           | Rural            | Ranchería           |
| 130060067    | El Decá Tezoquipan              | 16               | 0.08           | Rural            | Ranchería           |
| 130060077    | Ejido de Santa María la Palma   | 6                | 0.03           | Rural            | Ranchería           |
| 130060082    | Las Burras (Ejido Alfajayucan)  | 5                | 0.03           | Rural            | Ranchería           |
| 130060023    | El Perú                         | 4                | 0.02           | Rural            | Ranchería           |
| 130060076    | San Pedro Xamagé                | 4                | 0.02           | Rural            | Ranchería           |
| 130060081    | La Joya                         | 2                | 0.01           | Rural            | Ranchería           |
| 130060049    | El Bermejo                      | 1                | 0.01           | Rural            | Ranchería           |
| 130060080    | Los Hornos                      | 1                | 0.01           | Rural            | Ranchería           |

## Política
Se erigió como municipio el 15 de febrero de 1826. El Ayuntamiento está compuesto por: 1 presidente municipal, 1 síndico, 8 regidores y 44 delegados municipales. El municipio está integrado 22 secciones electorales, de la 0092 a la 0113.
Para la elección de diputados federales a la Cámara de Diputados de México y diputados locales al Congreso de Hidalgo, se encuentra integrado al II Distrito Electoral Federal de Hidalgo y al I Distrito Electoral Local de Hidalgo. A nivel estatal administrativo pertenece a la Macrorregión V y a la Microrregión II, además de a la Región Operativa III Ixmiquilpan.

### Cronología de presidentes municipales
| Periodo                  | Nombre                            | Afiliación política        |
| ------------------------ | --------------------------------- | -------------------------- |
| 1964-1967                | Alberto Cadena Falcón             | -                          |
| 1967-1970                | Amado C. San Juan                 | -                          |
| 1970-1973                | Alberto Cadena Falcón             | -                          |
| 1973-1976                | Elíseo Cruz Abreu                 | -                          |
| 1976-1979                | Horacio Arteaga Luna              | -                          |
| 1979-1982                | Marcial Catarino Martínez Badillo | -                          |
| 1982-1985                | Honorio Ramírez Fuentes           | -                          |
| 1985-1988                | Oscar González Martínez           | -                          |
| 1988-1991                | Luis Martínez Anaya               | -                          |
| 1991-1994                | Francisco Ramírez Luna Tavera     | -                          |
| 16/01/1994 al 15/01/1997 | Daniel Guadalupe Guerrero Zamudio | PRI                        |
| 16/01/1997 al 15/01/2000 | Eloy Macotela Jiménez             | PRI                        |
| 16/01/2000 al 15/01/2003 | Florentino Estrella Barrera       | PRI                        |
| 16/01/2003 al 15/01/2006 | Regulo Rómulo Ramírez Fuentes     | PRD                        |
| 16/01/2006 al 15/01/2009 | Carlos Alberto Anaya de la Peña   | PRI                        |
| 16/01/2009 al 15/01/2012 | Cirilo Canuto Chávez              | PRI                        |
| 16/01/2012 al 04/09/2016 | Oscar Adalberto Ángeles García    | PRI                        |
| 05/09/2016 al 04/09/2020 | Toribio Ramírez Martínez          | PVEM                       |
| 05/09/2020 al 14/12/2020 | Pablo Ramírez Martínez            | Concejo Municipal Interino |
| 15/12/2020 al 04/09/2024 | Alfredo Feregrino Martínez        | PVEM                       |
| 05/09/2024 al 04/09/2027 | Julio Agustín Cruz Tuvar          | Morena                     |

## Economía
En 2015 el municipio presenta un IDH de 0.679 Medio, por lo que ocupa el lugar 56.º a nivel estatal; y en 2005 presentó un PIB de $573 146 138 pesos mexicanos, y un PIB per cápita de $33 996 (pesos a precios corrientes de 2005).
En materia de agricultura a nivel municipal los principales cultivos son el maíz en una superficie de 4830 hectáreas; chile verde 520 hectáreas; maguey pulquero 800 hectáreas y alfalfa verde 4,770 hectáreas entre otras de menor tamaño. La ganadería  se cría una variedad de ganado, que nos muestra la crianza de aves, con una población de 66 318; ganado bovino, con 2439 cabezas; ganado ovino con 500 cabezas, ganado porcino con 901 cabezas; el caprino, con 5078.
En este municipio predomina el pequeño comercio, se tiene establecida una fábrica de chicotes para autos, una maquiladora de ropa, algunas fábricas de block, mosaico y labrado de cantera. También cuenta con el tradicional tianguis, en el cual se exhiben y venden productos de la región y municipio, existen 10 tiendas Diconsa que expenden productos de consumo prioritario para el ser humano. Cuenta con el servicio de rastro donde los ganaderos sacrifican su ganado y 3 tianguis.
De acuerdo con cifras al año 2015 presentadas en los censos económicos del INEGI, la población económicamente activa de 12 años y más del municipio asciende a 6166 de las cuales 5908 se encuentran ocupadas y 258 se encuentran desocupadas. El 39.68% pertenece al sector primario, el 24.10% pertenece al sector secundario, el 35.39 pertenece al sector terciario.